# Sweet Girl
Sweet Girl è il sesto EP del gruppo musicale sudcoreano B1A4, pubblicato nel 2015.

## Tracce
1. Sweet Girl – 4:09 (testo: Jinyoung, Baro – musica: Jinyoung, ZigZag Note)
2. You Are a Girl I Am a Boy – 3:34 (testo: Jinyoung, Baro – musica: Jinyoung)
3. After 10 Years (10년 후) – 3:28 (testo: Jinyoung, Baro – musica: Jinyoung)
4. Wait – 4:23 (testo: Jinyoung, Baro – musica: Jinyoung, ZigZag Note)
5. Love Is Magic – 4:01 (testo: CNU, Baro – musica: CNU, ZigZag Note)
6. Let's Be Happy (행복하자; hidden track) – 3:10 (testo: CNU, Baro – musica: CNU, Choi Myeong Hwan)